# عصفلدين كروي
العِصْفَلْدِين الكروي (باللاتينية: Asphodeline globifera) نوع نباتي ينتمي إلى جنس العِصْفَلْدِين من الفصيلة الزانثوروية (باللاتينية: Xanthorrhoeaceae).

## الموئل والانتشار
الموئل الأصلي لهذا النوع المشرق العربي وتركيا.